# Andjelko Urosević
Andjelko Urosević (* 1. Mai 1968) ist ein ehemaliger jugoslawischer Fußballspieler. Seine Karriere begann er bei Hajduk Split, von wo aus er zum TSV Havelse wechselte. Nach dem sofortigen Wiederabstieg der Garbsener aus der 2. Bundesliga spielte er mit diesen noch eine Spielzeit in der Oberliga Nord, ehe er zur SpVgg Unterhaching wechselte, für die er von 1992 bis 1995 spielte. Danach zog es Urosević zu Wacker Burghausen und nur eine Saison später zum FC Augsburg. 1997 verließ er Augsburg und schloss sich dem SV Waldhof Mannheim an, für den er bis Ende 1998 37 Mal in der Liga auflief, wobei ihm ein Tor gelang. Anfang 1999 wechselte er schließlich zum SC Weismain, wo er seine Karriere im Jahr 2000 beendete.